# Агилольфинги
Агилольфинги (также упоминаются как Агилульфинги; нем. Agilulfinger, Agilolfinger) — первая баварская герцогская династия. Они правили с VI века до конца VIII века, сначала как должностные герцоги, то есть назначенные, позже как уставные герцоги, ставленники Меровингов. Было несколько неудачных попыток установить суверенитет во времена перехода власти к Каролингам. Резиденция Агилольфингов находилась в Регенсбурге.

## Происхождение династии
В ряде исторических источников происхождение семьи возводится к Агилольфу, считающемуся родственником короля франков Хлодвига I. Однако о его деятельности и жизни нет никаких данных. Поэтому первым достоверно известным герцогом баваров считается Гарибальд I. Происхождение династии не выяснено, так же как её участие в баварской колонизации и образовании герцогства. Агилольфинги обзаводились обширными династическими связями с франками и лангобардами. Связь с лангобардами была настолько тесна, что представители боковой ветки Агилольфингов в 652—712 годах были королями лангобардов.

## Историческая деятельность Агилольфингов
- политика поселения, то есть колонизации земель,
- христианизация Баварии, в том числе основание епископств Регенсбург, Фрайзинг, Пассау и Зальцбург,
- оборона от славянских и аварских вторжений,
- написание баварского уставного права.

## Связи династии с франками
Под 624 годом в хронике Фредегара есть запись:

На 41-м году правления Хлотаря (624 год), когда Дагоберт счастливо правил Австразией, человек Агилульфа по имени Хродоальд попал в немилость Дагоберта из-за преподобного епископа Арнульфа, майордома Пипина и других австразийских магнатов. Этот Хродоальд, будучи уже богатым человеком, всегда был готов с алчностью захватывать состояние других. Он был горд и нагл как только можно, и у него не было каких-либо достоинств, которые оправдывали бы это. Так как, из-за его преступлений Дагоберт велел убить его, то Хродоальд бежал к Хлотарю, прося того вмешаться и повлиять на своего сына Дагоберта, чтобы тот пощадил его жизнь. Когда Хлотарь встретился с Дагобертом, то попросил, среди прочих вещей, и прощения для Хродоальда, и Дагоберт обещал, что если тот изменит своё поведение, то ему не будет ничего угрожать. Но вскоре после этого Хродоальд был убит по приказу Дагоберта, когда возвращался вместе с ним в Трир. Некий Бертхар из Шарпеня вынул свой меч и вырезал у него сердце у дверей спальни.

Таким образом Агилульфинги уже тогда были связаны как с Меровингами, так и с предками Каролингов. Господствуя в южной Германии, Агилольфинги поддерживали слабеющих Меровингов, что позволяло им чувствовать себя практически независимыми от франков, против усиливающихся Каролингов. Первая большая проба сил произошла в 725 году, когда Карл Мартелл разбил в Баварии войска герцога Хугберта, вторая — в 743 году, когда под руководством его сыновей, Пипина Короткого и Карломана, были разбиты войска герцога Одилона.

## Потеря власти
Нарушение заключенного договора с Каролингами, запрещающего заниматься самостоятельной политикой, привело к тому, что в 788 году Карл Великий отстранил от власти герцога Тассилона III и заключил его в монастырь. Герцогство Бавария было присоединено к франкской империи.
От этой династии, освободившей Баварию (553) от остготов, выводили свою родословную и последующие баварские правители — Вельфы и Виттельсбахи. В Баварском народном праве стоял такой исторический тезис: «Герцогом всегда должен быть один из Агилольфингов, потому что так установили первые франкские короли».

## Список правивших Агилольфингов
- Гарибальд I — ок. 548—595
- Тассилон I — ок. 595—610
- Гарибальд II — ок. 610—630
- Теодон I — ок. 630—не ранее 680
- Лантперт (Ландфрид) — не ранее 680—не позднее 696
- Теодон II — не позднее 696—716/718
- Тассилон II — 716/718—около 719
- Теудеберт (Теодберт) — ок. 719—не позднее 725
- Хугберт — 725—736
- Одилон — 736—748
- Тассилон III — 748—788